# 普雷里鎮區 (內布拉斯加州費爾普斯縣)
普雷里鎮區（英語：Prairie Township）是位於美國內布拉斯加州費爾普斯縣的一個行政鎮區。

## 地方資料
普雷里鎮區的面積為89.43平方千米，皆為陸地。根據2020年美國人口普查的數據，當地共有人口370人，而人口密度為每平方千米4.14人。